# گراژینا شاپوووفسکا

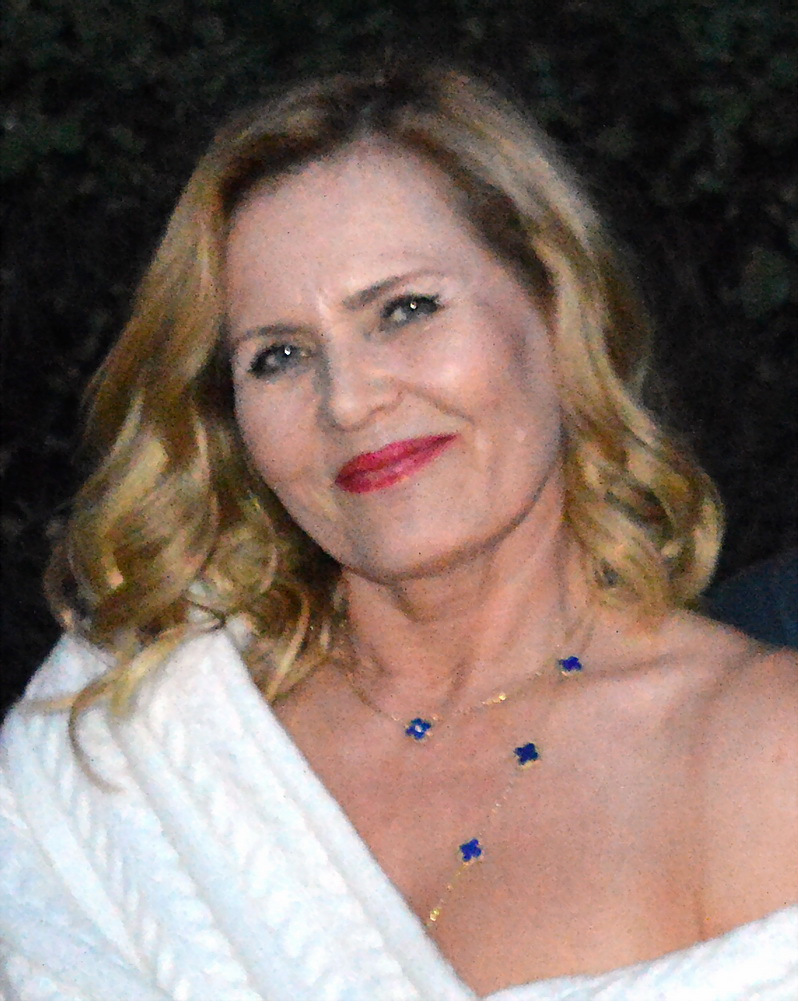
گراژینا شاپوووفسکا در سال ۲۰۱۸

گراژینا شاپووُوفسکا (لهستانی: Grażyna Szapołowska؛ ‏ تلفظ لهستانی: [ɡraˈʐɨna ʂapɔˈwɔfska]؛ ‏زاده ۱۹ سپتامبر ۱۹۵۳) بازیگر سینما و تئاتر لهستانی است.

## زندگی
در سال ۱۹۷۷ از دانشکده هنر تئاتر ورشو فارغ‌التحصیل شد. بین سال‌های ۱۹۷۷ تا ۱۹۸۴ او در تئاتر ملی ورشو مشارکت داشته‌است.
او بهترین و شاخص‌ترین بازی خود را در فیلمی کوتاه شناخته شده فیلمی کوتاه درباره عشق از ساخته‌های کارگردان نام آشنا لهستانی کریستوف کیشلوفسکی می‌داند. این اثر بخشی از ده‌فرمان نیز بوده‌است.

## فیلم‌شناسی
- پایانی نیست (۱۹۸۴)
- خوشنام (۱۹۸۶)
- عالی‌مقام (۱۹۸۷)
- جادوگر جوان (۱۹۸۷)
- هانوسن (۱۹۸۸)
- فیلمی کوتاه درباره عشق (۱۹۸۹)
- اپیزود ششم ده فرمان: زنا مکن (۱۹۸۸)
- برادر الهی ما (۱۹۹۷)
- پان تادئوش (۱۹۹۹)
- کارول: مردی که پاپ شد (۲۰۰۵)
- فقط عاشقم باش (۲۰۰۶)
- فردا به سینما می‌رویم (۲۰۰۸)
- رز کوچک (۲۰۱۰)
- ترفند (۲۰۱۰)
- نبرد ورشو ۱۹۲۰ (۲۰۱۱)
- بوتاکس (۲۰۱۷)
- نامه به بابا نوئل ۳ (۲۰۱۷)
- اجاره‌نشین‌ها
- چهل‌ساله
- تاج پادشاهان
- پیمان ورشو
- کارگزار من (۲۰۲۲)